# Saison 11 de Shameless
 (novembre 2020).
Si vous disposez d'ouvrages ou d'articles de référence ou si vous connaissez des sites web de qualité traitant du thème abordé ici, merci de compléter l'article en donnant les références utiles à sa vérifiabilité et en les liant à la section « Notes et références ».
Chronologie
Saison 10
Cet article présente le guide des épisodes de la onzième et dernière saison de la série télévisée américaine Shameless.

## Synopsis
Alors que Frank affronte sa propre mortalité et ses liens familiaux au cours de ses années crépusculaires liées à l’alcoolisme et à la drogue, Lip se débat avec la perspective de devenir le nouveau patriarche de la famille. Les nouveaux mariés, Ian et Mickey, sont en train de déterminer les règles et les responsabilités d'une relation à long terme, tandis que Deb embrasse sa vie de mère célibataire. Carl trouve une nouvelle carrière improbable dans les forces de l'ordre et Kev et Vee ont du mal à savoir s'il faut rester ou non dans le « South Side ».

## Distribution

### Acteurs principaux
- William H. Macy (VF : Julien Kramer) : Francis « Franck » Gallagher
- Jeremy Allen White (VF : Thierry D'Armor) : Phillip « Lip » Gallagher
- Cameron Monaghan (VF : Rémi Caillebot) : Ian Gallagher
- Emma Kenney (VF : Kelly Marot) : Deborah « Debbie » Gallagher
- Ethan Cutkosky (VF : Lionel Cecilio) : Carl Gallagher
- Christian Isaiah : Liam Gallagher
- Shanola Hampton (VF : Ilana Castro) : Veronica « Vee » Fisher
- Steve Howey (VF : Olivier Augrond) : Kevin « Kev » Ball
- Kate Miner (VF : Cindy Tempez) : Tami Tamietti
- Noel Fisher (VF : Benjamin Gasquet) : Mickey Milkovich

## Liste des épisodes

### Épisode 1:Bienvenue à Chicago!
- États-Unis /  Canada : 6 décembre 2020 sur Showtime
- France : 15 juin 2021 sur Amazon Prime Video[1]

### Épisode 2:Dehors, les bobos!
- États-Unis /  Canada : 13 décembre 2020 sur Showtime
- France : 15 juin 2021 sur Amazon Prime Video[1]

### Épisode 3:Frances Francis Franny Frank
- États-Unis /  Canada : 20 décembre 2020 sur Showtime
- France : 15 juin 2021 sur Amazon Prime Video[1]

### Épisode 4:Pas de ça chez moi!
- États-Unis /  Canada : 10 janvier 2021 sur Showtime
- France : 15 juin 2021 sur Amazon Prime Video[1]

### Épisode 5:Bain de sang
- États-Unis /  Canada : 31 janvier 2021 sur Showtime
- France : 15 juin 2021 sur Amazon Prime Video[1]

### Épisode 6:Les joies de la vieillesse, mon cul!
- États-Unis /  Canada : 14 février 2021 sur Showtime
- France : 15 juin 2021 sur Amazon Prime Video[1]

### Épisode 7:Des gays, des bécanes et une grosse masse
Titre original
Two at a Biker Bar, One in the Lake (trad. littérale : Deux dans un bar de motards, un dans le lac)
Numéro de production
129
Première diffusion
- États-Unis /  Canada : 7 mars 2021 sur Showtime
- France : 15 juin 2021 sur Amazon Prime Video

Résumé détaillé
Tandis que Lip et Brad se préparent à revendre des motos volées, Kev doit réfléchir vite quand il est repéré sur une bécane volée.

### Épisode 8:Effacer l'histoire
Titre original
Cancelled (trad. littérale : Annulé)
Numéro de production
130
Première diffusion
- États-Unis /  Canada : 14 mars 2021 sur Showtime
- France : 15 juin 2021 sur Amazon Prime Video

Résumé détaillé
Veronica est déprimée par le départ de sa mère, donc Kevin essaie de lui remonter le moral, en lui organisant une surprise. Carl rejoint la brigade des mœurs, où il s’amuse bien… jusqu’à ce que ça dégénère.

### Épisode 9:Les survivants
Titre original
Survivors
Numéro de production
131 
Première diffusion
- États-Unis /  Canada : 21 mars 2021 sur Showtime
- France : 15 juin 2021 sur Prime Video

Résumé détaillé
Alors que Mickey et Ian apprennent un fait étonnant sur le passé de Terry, Liam essaie de trouver un nouvel endroit pour vivre. Et Frank veut monter un dernier coup avec le vieux gang.

### Épisode 10:Ne pas réanimer
Titre original
DNR (trad. littérale : Ordre de ne pas réanimer)
Numéro de production
132
Première diffusion
- États-Unis /  Canada : 28 mars 2021 sur Showtime
- France : 15 juin 2021 sur Prime Video

Résumé détaillé
Alors que Carl est désenchanté par les forces de police, Lip a un million de projets en même temps – et Frank en fait partie. Puis, Debbie cherche un nouveau logement.

### Épisode 11:Fin de négociation
Titre original
The Fickle Lady is Calling it Quits (trad. littérale : La dame capricieuse abandonne la partie)
Numéro de production
133
Première diffusion
- États-Unis /  Canada : 4 avril 2021 sur Showtime
- France : 15 juin 2021 sur Prime Video

Résumé détaillé
Tandis que Lip a des pistes intéressantes pour la vente de la maison, Ian et Mickey essaient de s’adapter à la vie dans les quartiers ouest. Et Liam rappelle à Frank qui il est.

### Épisode 12:Père Frank Plein de Grâce
Titre original
Father Frank, Full of Grace
Numéro de production
134
Première diffusion
- États-Unis /  Canada : 11 avril 2021 sur Showtime
- France : 15 juin 2021 sur Prime Video

Résumé détaillé
Dans le dernier épisode de la série, Frank est confronté à sa mortalité, Kev et V essaient de vendre l’Alibi, Lip a un nouveau boulot, Carl trouve sa raison d’être, Debbie rencontre quelqu’un, et Ian et Mickey vont faire les magasins.